# Pan de banana

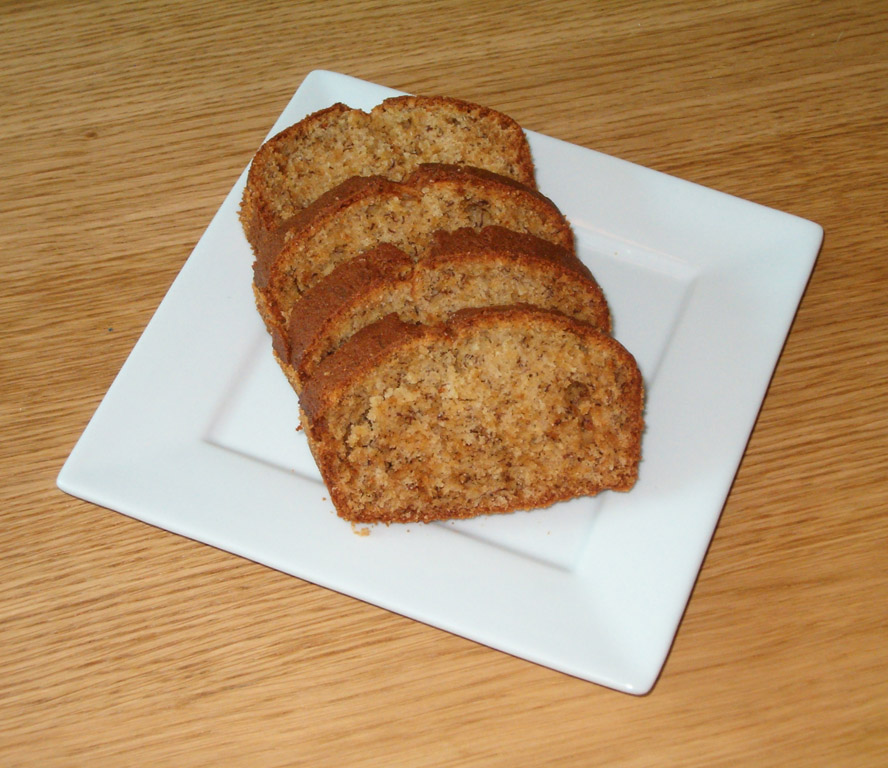
Pan de banana en rodajas.

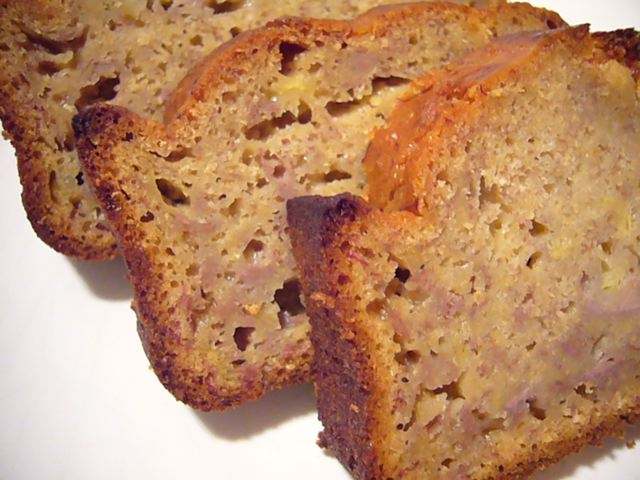
Detalle.

El pan de banana (denominado también pan de guineo) o bizcocho de plátano es un tipo de bizcocho elaborado con la pulpa del fruto de la platanera. El pan de banana es considerado un pan rápido, su elaboración ha de ser tal que su masa debe quedar húmeda para ser considerado de calidad.

## Características
Las recetas para elaborar el bizcocho de plátano son diversas. Primeramente, se le da forma mediante un molde rectangular de repostería que permite dividirlo en rebanadas. Es aromático y se le puede añadir pepitas de chocolate, pasas, nueces, fresas, dátiles u otras frutas al preparado. Este bollo se elabora con plátanos muy maduros, es por esta razón por la que se dice que es una buena solución para usar las bananas que están casi pasadas. La elaboración se hace al horno y emplea harina, mantequilla, huevos, vainilla, suero de mantequilla, leche o crema, y la pulpa de las bananas que se machacan al mezclar. Se leuda por regla general con levadura química (en lugar de levaduras naturales de panificación). No obstante, hay recetas que se elaboran con levaduras, tal y como se hacen con los bollos tradicionales.

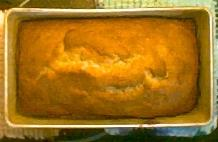
Pan de plátano en su molde.